# Scoubidou
A Scoubidou Abel Meeropol „Apples, Peaches and Cherries” című szerzeményének – amelyet Peggy Lee vitt sikerre – a francia változata.
A francia Sacha Distel énekesnek ez volt az első befutott slágere (1958), és mindjárt szerzői jogi per lett belőle. Az elvesztett per eredményeként befolyt összeget az Amerikában kivégzett szovjet kémek, (Ethel és Julius Rosenberg) gyermekei részére ajánlották fel.
A dal részben felcsendül a Jöttünk, láttunk, visszamennénk 2. – Az időalagút c. francia vígjátékban is egy esküvőn, s a szinkron révén a dal még részleges magyar fordítást is kapott, amit Csuha Lajos énekel.